# Keizer

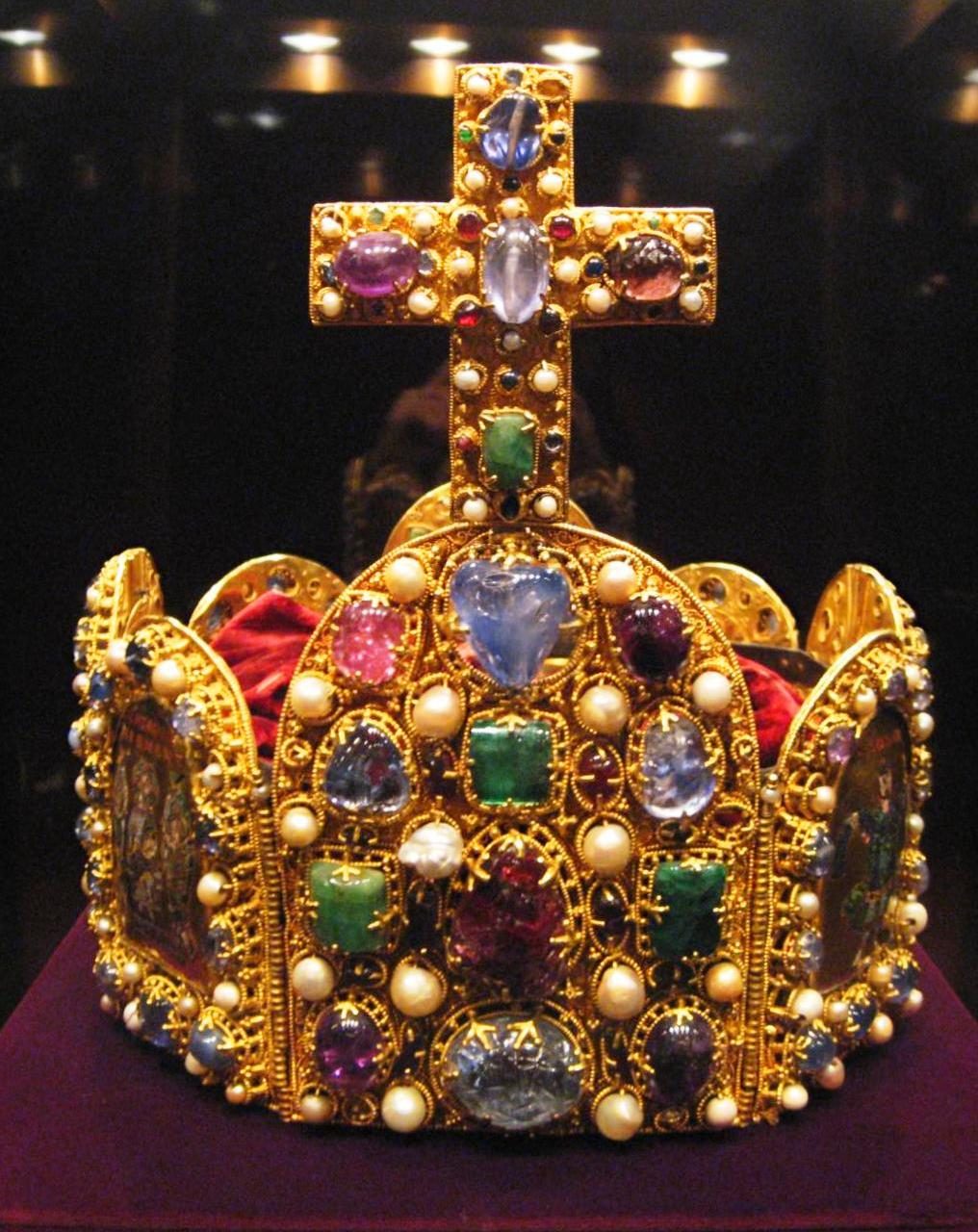
Rijkskroon van keizer Otto I (962)

Keizer is de hoogste vorstelijke titel en staat voor de heerser waaraan alle andere wereldlijke vorsten ondergeschikt zijn. In de middeleeuwen kon een Europese koning zich pas keizer noemen nadat hij door de paus was erkend. Deze pauselijke goedkeuring werd vaak pas na diplomatieke onderhandelingen gegeven. Vanaf de 16e eeuw werd de keizerstitel een erfelijke titel.
Nadat in 1979 de sjah van Iran en de keizer van het Centraal-Afrikaans Keizerrijk uit hun ambt werden gezet, is Japan het enige land ter wereld dat nog een regerende keizer heeft.

## Inleiding
Tijdens een groot deel van de Europese geschiedenis kon er vanuit de Romeins-christelijke traditie maar één keizer zijn, wiens gezag aanvankelijk bovendien een sterk religieuze basis had. Deze wereldlijke hoogste heerser had dan ook maar één gelijke, namelijk de hoogste geestelijke heerser: de paus. De titel keizer wordt daarnaast ook gebruikt voor niet-Europese vorsten met een vergelijkbare status. Een keizer staat aan het hoofd van een keizerrijk. Het vrouwelijke equivalent is keizerin, maar in het Byzantijnse Rijk werd de titel keizer ook door vrouwen gevoerd.
Toen in het jaar 476 het West-Romeinse keizerrijk was gevallen bleef West-Europa 324 jaar zonder keizer achter. Het vacuüm werd gevuld door stamhoofden, hertogen en koningen die geen vorst boven zich erkenden. In 973 liet Edgar van Mercia zich in Bath door de aartsbisschop van Canterbury tot keizer kronen, hij regeerde over Mercia, Northumberland, delen van Scandinavië en Ierland en over de Westelijke Saksen. Edgar liet zich Imperator noemen.
In de eeuwen na de kroning van Karel de Grote in 800 droegen de Europese koningen een open kroon. Een kroon met een kam of opstaand diadeem zoals de Roomse keizers van Duitsland die droegen was bij uitstek een symbool van keizerlijk gezag. De Engelse koningen die het oppergezag van de Duitse keizers niet erkenden gingen afwisselend open kronen en kronen die naar Byzantijns model waren gesmeed dragen. Deze gesloten kronen verwezen naar hun keizerlijke ambities.
Richard II van Engeland (die regeerde van 1376 tot 1377) gebruikte een gesloten kroon. In 1399 liet Hendrik IV van Engeland zich met een "keizerlijke" kroon kronen. Ook een ander keizerlijk symbool, de sinds 1014 aantoonbaar gebruikte door een kruis bekroonde rijksappel was al sinds de regering van Eduard de Belijder en Harold II in Engeland gebruikt. Bij Richard II van Engeland zien we een combinatie van rijksappel en verge op een portret. De Engelse koningen gebruikten tot in de 17e eeuw twee verzamelingen regalia; een voor de kroning bestemde kroon en scepter die in Westminster werden bewaard en persoonlijke regalia waarmee zij rondreisden.
Het gebruik van een keizerlijke kroon kon door de Europese koningen in de late middeleeuwen worden gerechtvaardigd met de maxime "rex in regno svo est imperator". De Engelse jurist Cuthbert Tunstall schreef in 1517 aan Hendrik VIII van Engeland dat "de kroon van Engeland een keizerrijk op zich is, beter dan dat van Rome en dat uwe majesteit daarom een gesloten kroon draagt". De Britse vorsten zijn een "keizerlijke staatskroon" blijven gebruiken. Ook de bij de kroning gebruikte Kroon van Sint-Eduard is een gesloten keizerskroon.

## Etymologie
Het Middelnederlandse woord keiser, verwant met het Oudsaksische kēsar of kēsur en het Oudhoogduitse keisar of keisur (in het Hoogduits Kaiser) is ontleend aan het Oudhoogduitse keiser. De Goten lijken het woord kaisar (zoals het in het Griekse deel van het rijk werd geschreven) te hebben overgenomen toen ze zich nog in het Zwarte Zee-gebied bevonden. De term lijkt zich langs de limes in het West-Germaanse gebied te hebben verspreid.
Het Oudhoogduitse keisar of keisur is, net zoals het Slavische tsaar, afgeleid van het Romeinse cognomen Caesar dat door de eerste princeps Imperator Caesar Augustus werd gedragen. Rond de tijd van Claudius (41-54 n.Chr.) werd Caesar verbonden aan het "ambt" van princeps en werd het dan ook gebruikt als aanduiding voor "keizer".
In de Romaanse talen echter zou men het ambt van de princeps gaan aanduiden met een aan Imperator ontleend woord, zoals het Italiaanse imperatore of het Franse empereur, waarop ook het Engelse emperor kan worden teruggevoerd. Ook in het Albanese mbret voor "koning" is nog imperator te herkennen.

## Romeinse keizers
De titel keizer is afgeleid van de Latijnse eigennaam Caesar (Latijnse uitspraak: ['kaɪ̯sar]). Caesar was het cognomen van Gaius Julius Caesar (ca. 100 v.Chr - 44 v.Chr.). Hij werd door de senaat benoemd tot dictator perpetuus ("eeuwig alleenheerser") over Rome. In feite herstelde men hiermee de vroegere monarchie in het Romeinse Rijk. Maar omdat de eerste koningen door het Romeinse volk waren verjaagd rustte er sindsdien op de titel 'koning' (in het Latijn: rex) een taboe. De officiële Romeinse titel werd daarom het Latijnse equivalent imperator. Het cognomen Caesar werd later eveneens aan zijn opvolgers gegeven, die evenals Gaius Julius dictator voor het leven waren en als Imperatores over het Romeinse Rijk heersten. Langzamerhand echter werd Caesar een synoniem voor de titel van imperator-dictator en verviel in het spraakgebruik deze laatste term.

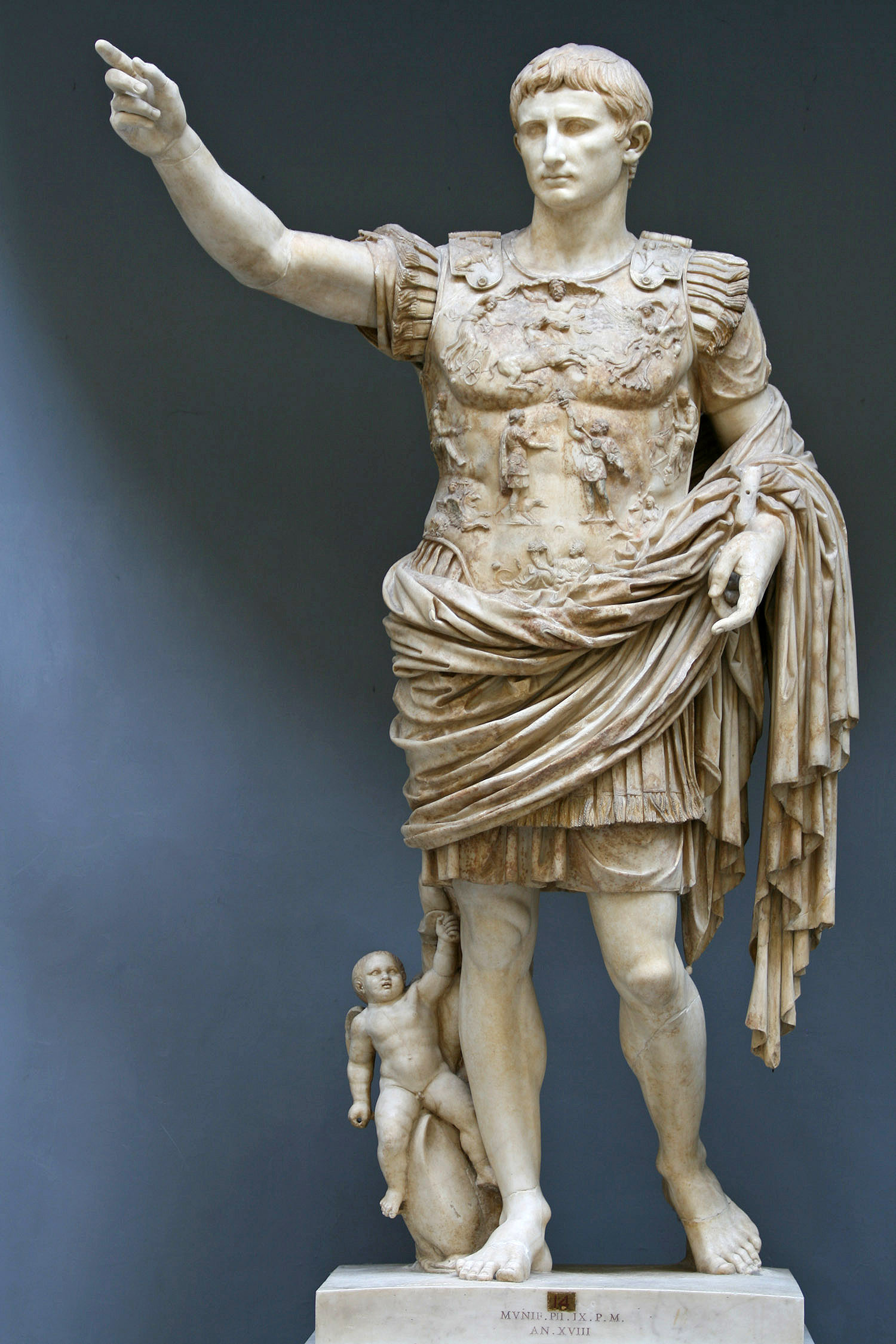
Standbeeld van Caesar Augustus

Na Gaius Julius heersten Imperator Caesar Augustus (63 v.Chr - 14 n.Chr.) en zijn opvolgers als Caesars over het Romeinse Rijk. Onder Caesar (of keizer) Diocletianus werd het Romeinse Rijk in het jaar 285 gesplitst in een Oost- en een West-Romeins Rijk. Iedere helft kreeg een eigen keizer als hoofd. Eensgezind zouden deze dan het rijk besturen. In de praktijk probeerde de keizer van de ene helft meestal de 'andere' keizer uit te schakelen om zo de macht met niemand anders te hoeven delen. Nadat Constantinopel de hoofdstad werd van het Romeinse Rijk zetelde daar de 'Oost-Romeinse' keizer. De praktijk was dat deze machtiger was dan de 'West-Romeinse' keizer en alleen een door hem goedgekeurde keizer in het Westelijke rijk erkende.
Dit zorgde voor veel onderlinge oorlogen tussen de vele troonpretendenten, wat in aanzienlijke mate de oorzaak was voor de verzwakking van het West-Romeinse Rijk, zodanig, dat het ten slotte bezweek tijdens de Grote Volksverhuizing. In 476 werd Romulus Augustulus als de laatste keizer van het West-Romeinse Rijk afgezet door de Germaanse koning Odoaker. In theorie was de Oost-Romeinse keizer nu weer de alleenheerser van het Romeinse rijk. Aangezien het westelijke grondgebied nu bezet werd door de Germanen had hij in de praktijk alleen gezag over de Oostelijke helft maar de Germaanse koningen erkenden wel formeel dat hij ook hun opperheer was. Maar dit was alleen maar in theorie zo: in werkelijkheid trokken de Germaanse koningen zich niet veel aan van de keizer in het verre Constantinopel.

## West-Europese keizers

### Frankische keizers (800-962)
Bovengenoemde situatie veranderde pas toen Karel de Grote in 800 door de paus tot nieuwe 'Keizer van het Westen' werd gekroond. Constantinopel was daar niet erg gelukkig mee maar kon er niet veel tegen uitrichten en erkende met tegenzin ten slotte de nieuwe 'collega' in het westen. Vanaf toen waren er weer twee keizers in Europa.

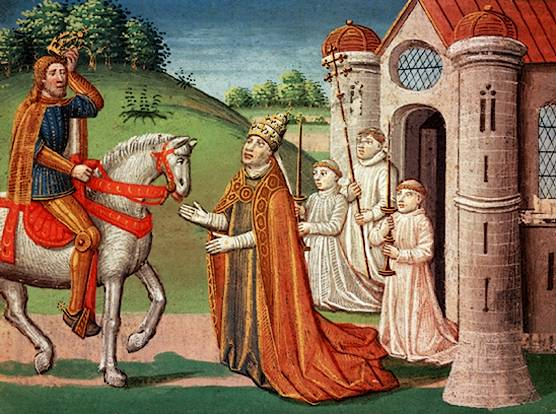
Karel de Grote en paus Adrianus I

In de westerse wereld was er aanvankelijk sprake van telkens slechts één keizer. Deze opeenvolgende monarchen beschouwden zich als de rechtmatige opvolgers van de Romeinse keizers. De keizer werd als een machtiger heerser dan een koning aangezien. Na het herinvoeren van de keizerstitel in het jaar 800 werden de Europese koningen als een leenman van de keizer beschouwd. In hun koninkrijk fungeerden zij in naam van de keizer van het Romeinse Rijk. De keizer is in die visie de opperste door God aangeduide bewaarder van het volk en het land, terwijl een koning slechts in zijn land als vorst is verkozen. Het keizerdom put ook gezag uit de christelijke profetie dat de wereld zou vergaan indien er een einde aan het Romeinse Rijk zou komen. Men streefde daarom naar een soort voortzetting van het Romeinse Rijk.
In het westen werd dit ideaalbeeld verwezenlijkt door Karel de Grote, die tot nieuwe keizer (imperator) van het Westen werd gezalfd door de paus. De titel was al meer dan 300 jaar niet meer gedragen sinds de val van het West-Romeinse Rijk in 476. In West-Europa moet de herinvoering van keizerstitel vooral gezien worden als een poging van de Kerk om meer politieke invloed te krijgen. Door de keizerskroning afhankelijk te maken van gunst van de paus, werd tegelijk een tegengewicht gecreëerd tegenover de Oost-Romeinse keizers.
Karel de Grote kon als gezalfd door de paus zelf, als hoogste bewaarder van het geloof in de strijd tegen andere vorsten ingezet worden. De rechtmatigheid van deze nieuwe keizerstitel is altijd betwist geweest door de heersers van het Oost-Romeinse Rijk. Volgens hen waren de Oost-Romeinse keizer de rechtmatige Romeinse keizers, omdat de Germaanse 'generaal in Romeinse dienst' Odoaker in 476 de keizerlijke insignes en attributen van de laatste Romeinse keizer naar het hof van Constantinopel had teruggestuurd.
Na de dood van Karels opvolger Lodewijk de Vrome in 840 en de splitsing van zijn rijk bij het Verdrag van Verdun (843) in een Westelijk rijk, een Middenrijk en een Oostelijk rijk ging de keizerstitel naar Lodewijks zoon Lotharius I van het Middenrijk. Toen deze lijn uitstierf, ging de keizerstitel samen met de meeste territoria van het Middenrijk naar het Oostelijke, Duitse rijk.

### Rooms-Duitse keizers (962-1806)

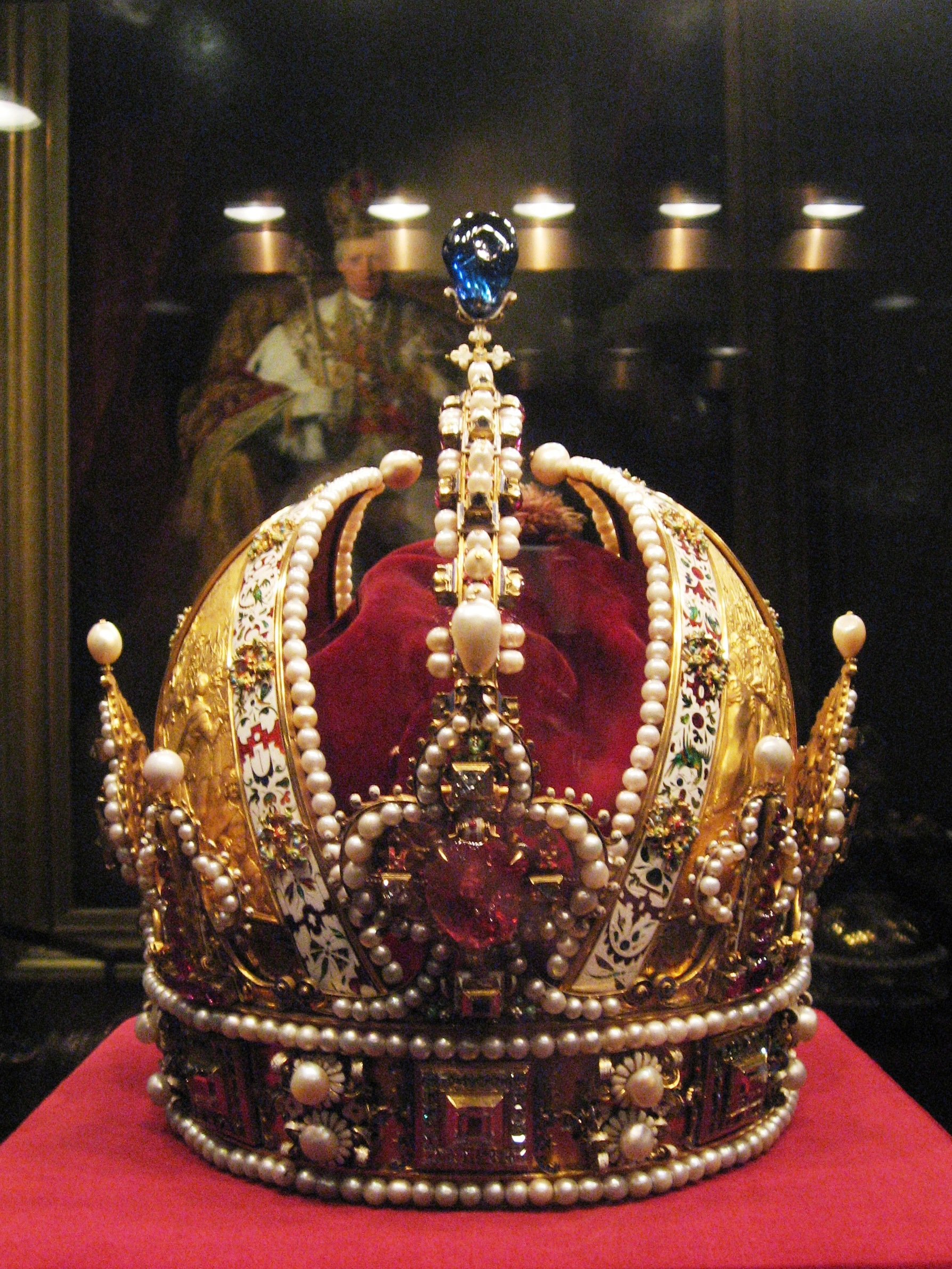
Keizerskroon van keizer Rudolf II uit 1602, vervaardigd naar het model van de heraldische keizerskroon

In het Oost-Frankenrijk herleefde het keizerschap met de kroning van Otto I tot keizer op 2 februari 962. Dat moment wordt tevens gezien als het begin van het Heilige Roomse Rijk, hoewel die term pas geleidelijk aan ontstond. In de moderne (Duitse) literatuur spreekt men doorgaans van Rooms-Duitse keizers, om ze daarmee te onderscheiden van de Romeinse keizers uit de Oudheid en de Duitse keizers van 1871-1918.
Het keizerschap was niet erfelijk, de kandidaat werd gekozen door de zeven keurvorsten, die hem vervolgens eerst kroonden tot Rooms-Duits koning. De kroning en zalving tot keizer diende te geschieden door de paus, maar dat leverde regelmatig problemen op. Er moest vaak onderhandeld of zelfs oorlog gevoerd worden om de paus tot de keizerskroning te bewegen.
Tijdens de Investituurstrijd (1076-1122) liet de Duitse koning Hendrik IV bijvoorbeeld de zetelende paus Gregorius VII uit Rome verjagen, om vervolgens een tegenpaus te benoemen die hem tot keizer zou kronen.
Hoewel de feitelijke macht van de keizer nu beperkt was tot het Duitse rijk, bleef hij formeel nog wel gezag houden over andere koningen, zoals die van Frankrijk en Engeland. Zo werd in een glosse op de decretale Super specula van paus Honorius III gesteld: "Want de keizer is en blijft de heer der wereld (...) en rechtens zijn allen aan hem onderworpen, zowel de Romeinen als de Fransen, de Duitsers (...) en alle anderen".
Ondanks dat de militaire macht van de Rooms-Duitse keizer na het Interregnum (1254-1273) ontoereikend was om zijn universele gezag af te kunnen dwingen, probeerde met name de koning van Frankrijk nog lange tijd om ook met juridische argumenten onder het gezag van de keizer (en het Romeinse recht) uit te komen. Op basis van gedachten van de 13e-eeuwse Franse jurist Jean de Blanot werd in het begin van de 14e eeuw gesteld dat "de koning van Frankrijk keizer is in zijn koninkrijk" (rex Franciae est imperator in regno suo).
Doordat de keizer gekroond werd door de paus, werd hij gezien als het wereldlijke hoofd van de christenheid, zoals de paus het geestelijke was. Meer concreet werd de autoriteit van de keizer in de 13e eeuw door Dante Alighieri en in de 14e eeuw in de politieke theorie van Bartolus de Saxoferrato omschreven als een leiderschap van volkenrechtelijke aard. Als zodanig beschikte de keizer niet over een staatsrechtelijke opperheerschappij, maar was hij meer een wereldleider met rechten die voortvloeiden uit de traditionele taken van zijn ambt. Die taken waren de bescherming van de Kerk en de paus, de verdediging van de christenheid tegen aanvallen van de heidenen en handhaving van eenheid, vrede en gerechtigheid binnen de christelijke wereld. Ten slotte kwam aan de keizer nog de onomstreden diplomatieke voorrang boven alle vorsten van de Westerse christenheid toe.

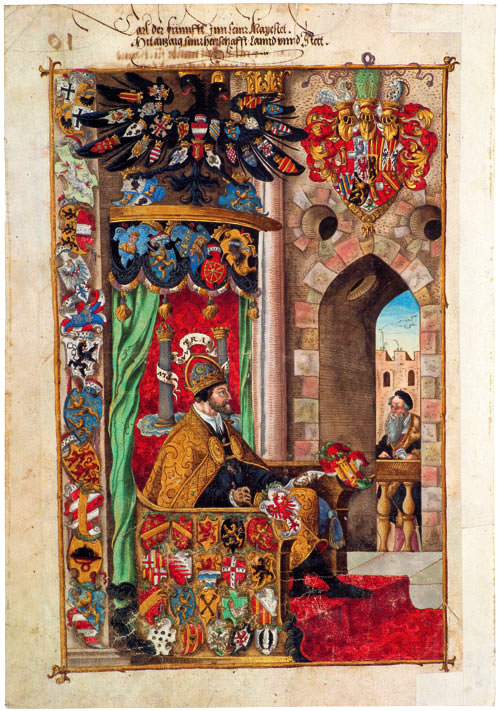
Keizer Karel V op de troon en omringd door de wapens van zijn landen

Onder keizer Karel V (1500-1558) werd het Rooms-Duitse keizerschap nog eenmaal echt van betekenis. Met zijn vele en rijke erflanden kon Karel het gezag van het keizerschap namelijk voorzien van feitelijke macht. Hiermee kon hij niet alleen het koninklijke gezag in Duitsland weer versterken, maar op Europese schaal ook dat van het keizerschap. Opgevoed in de ridderlijke traditie van het Bourgondische hof, zag Karel V zich ook ten diepste en op een religieuze manier geroepen om de taken van het keizerschap op zich te nemen en uit te voeren. Zo wist hij het christelijke Europa te verdedigen tegen het oprukkende Ottomaanse Rijk, maar kon hij niet voorkomen dat de christenheid intern verscheurd raakte doordat de protestanten zich met de reformatie afkeerden van het rooms-katholieke pontificaat.
Dat had onder meer tot gevolg dat de universele autoriteit van het keizerschap, die immers ontleend werd aan de kroning door de paus, niet meer algemeen erkend werd. Daar kwam nog bij, dat het Karel V niet gelukt was zijn zoon Filips II tot nieuwe keizer te laten kiezen, waardoor hij opgevolgd werd door zijn broer Ferdinand I. Deze beschikte echter niet over zoveel macht als Filips, zodat het gezag van het keizerschap ook in de praktijk niet meer geldend gemaakt kon worden. Sindsdien was het Rooms-Duitse keizerschap niet veel meer dan het eerbiedwaardige, maar louter titulaire aanhangsel van het Duitse koningschap.

### Nieuwe keizers (1806-1918)

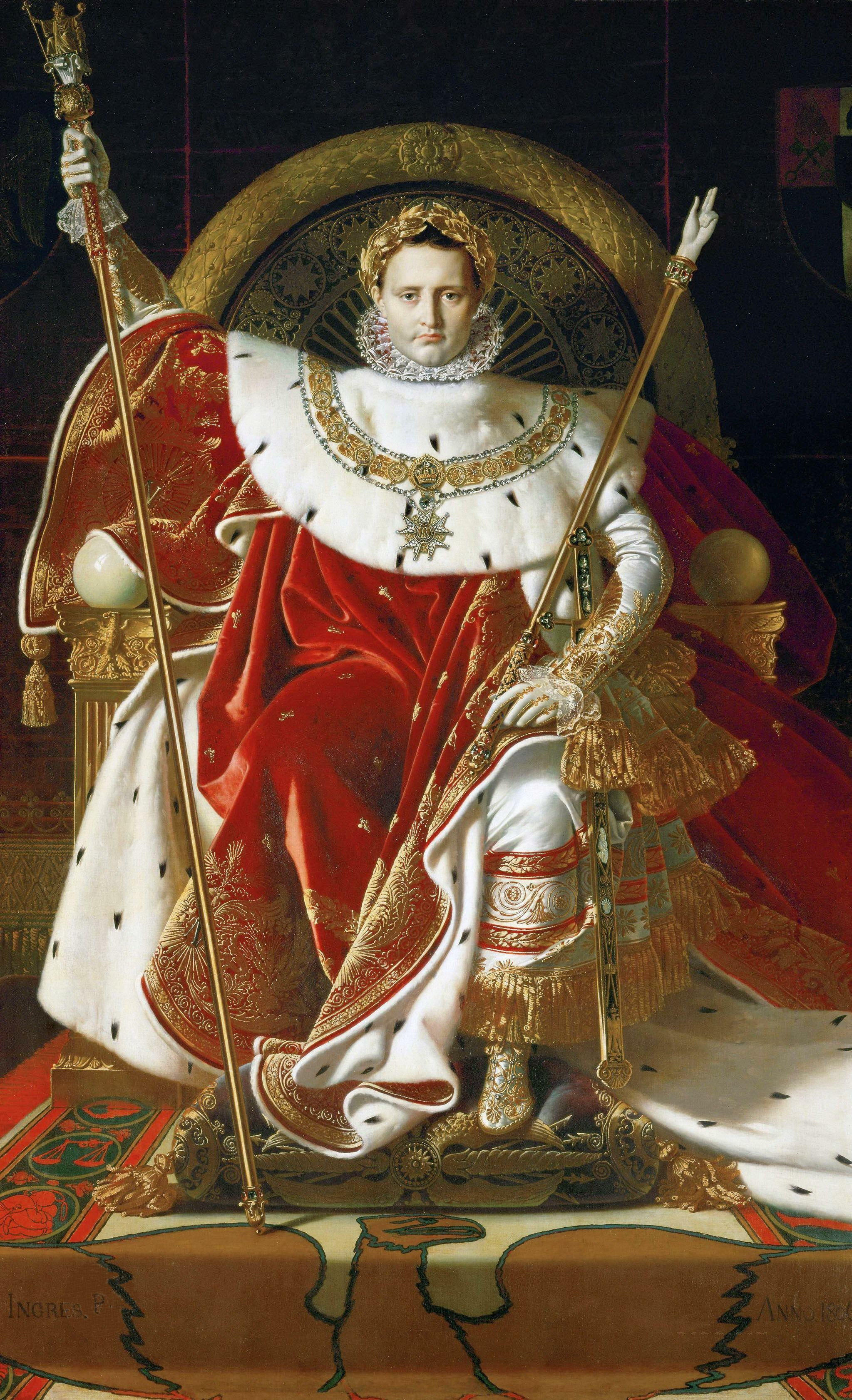
Napoleon Bonaparte in keizerlijk ornaat

In 1806 maakte Napoleon een einde aan het Heilige Roomse Rijk der Duitse natie. De laatste Rooms-Duitse keizer, Frans II, behield nochtans zijn keizerstitel, omdat hij de Habsburgse monarchie twee jaar eerder al verheven had tot het erfelijke keizerrijk Oostenrijk. Toen had ook Napoleon zichzelf tot keizer uitgeroepen, omdat hij meende dat Frankrijk nu de grootsheid van het rijk van Karel de Grote beter weerspiegelde dan het verbrokkelde Heilige Roomse Rijk. Ook durfde hij het niet aan om de gehate Franse koninklijke monarchie opnieuw in te voeren. De paus moest werkeloos toekijken hoe Napoleon op 2 december 1804 (11 Frimaire, jaar XIII) in de Notre Dame de keizerskroon van het altaar nam en zichzelf kroonde.
Op dat ogenblik waren er in de westerse wereld twee keizers. Na de val van Napoleon bleef Oostenrijk, later Oostenrijk-Hongarije, als enige de keizerstitel houden. Door de unificatie van verschillende Duitse staten uit de Duitse Bond, een proces dat zijn hoogtepunt bereikte tussen 1866-1871, beschouwden de Hohenzollerns zich als de rechtmatige opvolgers van het Heilige Roomse Rijk en erfgenamen van de keizerstitel. Na de overwinning op Frankrijk in 1870 brachten zij dit tot uitdrukking met de oprichting van het (tweede) Duitse Keizerrijk in 1871.
Ondertussen was ook in Frankrijk opnieuw het keizerschap ingevoerd onder Napoleon III, maar na de nederlaag tegen Duitsland in 1870 werd Frankrijk wederom een republiek. Het keizerschap van zowel Oostenrijk-Hongarije, als dat van het Duitse Keizerrijk werd na hun nederlaag in de Eerste Wereldoorlog in 1918 opgeheven.

## Oost-Europese keizers

### Byzantijnse keizers (tot 1453)
In het oosten bleef het Oost-Romeinse Rijk met zijn keizerstitels bestaan tot de invallen van de Ottomanen er in 1453 een einde aan maakten. Daar was er dus continuïteit van de keizerstitel, van Augustus tot en met Constantijn XI. Hun rijk werd ook wel aangeduid als het Byzantijnse Rijk. Als afsplitsing van dit rijk bestond van 1204-1461 in het noorden van het huidige Turkije nog het Keizerrijk Trebizonde.
Na de verovering van de oude Oost-Romeinse hoofdstad Constantinopel gingen de sultans van het Ottomaanse Rijk zich beschouwen als de opvolgers van de (Oost-)Romeinse keizers. Deze titel verdween in 1922, toen het sultanaat werd afgeschaft en de republiek Turkije werd gesticht.

### Russische tsaren (tot 1917)
Na de val van Constantinopel eigenden de vorsten van Moskou zich ook de keizerstitel toe om zo mede hun aanspraak op het Byzantijnse Rijk te doen gelden. De titel luidt hier tsaar, wat eveneens van "caesar" is afgeleid. Zij beschouwden zich als de opvolgers van het Oost-Romeinse Rijk en Moskou werd om die reden ook wel het Derde Rome genoemd. Naarmate Moskovië de overheersende staat in Rusland én de Orthodoxe Kerk werd en de tsaren hun hoofdstad in Rusland gingen vestigen, werd dat beeld nog meer versterkt. De titel bleef bestaan tot het tsarenregime in 1917 in de Russische Revolutie afgeschaft werd.

## Keizers buiten Europa

### Brits-Indië (1877-1947)
De Engelse koningin Victoria verwierf de titel keizerin van Indië in 1877, toen Brits-Indië formeel deel ging uitmaken van het Britse Rijk. Er wordt wel beweerd dat haar wens om die titel te dragen werd ingegeven door jaloezie op haar dochter Victoria, die keizerin was van Duitsland. Het idee werd haar waarschijnlijk ingefluisterd door minister-president Benjamin Disraeli.
Toen koningin Victoria stierf en haar zoon Eduard VII haar opvolgde, kreeg hij de titel 'Keizer van Indië'. De titel bleef in gebruik tot India in 1947 onafhankelijk werd en werd gedragen door George V, Eduard VIII en George VI. In Groot-Brittannië was de keizerstitel ongebruikelijk in het protocol, behalve in het monogram (bijvoorbeeld GVIRI voor George VI Rex Imperator).

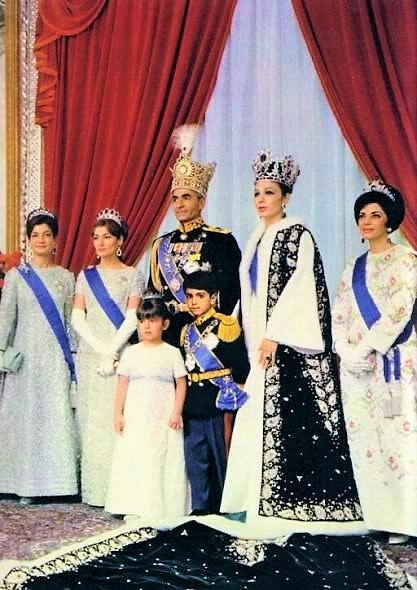
Mohammad Reza Pahlavi en zijn vrouw na hun kroning

### Perzië/Iran (1925-1979)
In Perzië liet kolonel Reza Khan zich op 12 december 1925 door het parlement tot Sjah-an-Sjah (koning der koningen, keizer) Mirza Reza sjah van Iran kiezen. In april 1926 werd hij vervolgens gekroond met een kopie van de kroon van koning Shapur I en nam hij de dynastieke naam Pahlavi (Pahlawi, Pehlavi) aan. In 1935 vroeg hij aan de internationale gemeenschap om het land niet meer Perzië, maar bij zijn eigen naam, Iran, te noemen.
Reza Pahlavi werd in 1941 opgevolgd door zijn oudste zoon Mohammad Reza Pahlavi, die zichzelf echter pas op 26 oktober 1967 tot Sjah-an-Sjah kroonde. In 1979 ontvluchtte hij het land en werd de islamitische republiek Iran uitgeroepen. De sjah overleed in ballingschap in Egypte in 1980.

### Ethiopië (1270-1974)
De geschiedenis van het onafhankelijke Abessinië begint rond 1137, toen de Zagwedynastie tijdelijk de macht in handen nam. Hun macht reikte echter nooit verder dan de eigen etnische kern en in 1270 werd de Zagwedynastie omver geworpen door keizer Yekuno Amlake, die beweerde af te stammen van de koningen van Aksum. De door hem gestichte Salomonsdynastie regeerde tot in de late twintigste eeuw en het is onder deze dynastie dat het moderne Ethiopië gevormd werd.
De laatste keizer van Ethiopië was Haile Selassie, die zowel voor als na de Italiaanse bezetting van 1936-1941 aan de macht was. Na een staatsgreep op 12 september 1974 werd hij opgesloten in een gevangenis, waar hij een jaar later onder verdachte omstandigheden overleed.

### Centraal-Afrikaans Keizerrijk (1976-1979)
Dictator Jean-Bédel Bokassa, beschermeling van Frankrijk, kroonde zichzelf in 1976 met pracht en praal tot keizer van het Centraal-Afrikaans Keizerrijk. De ceremonie was een kopie van de keizerkroning van Napoleon Bonaparte. Zijn heerschappij duurde slechts tot 1979, toen hij na moordpartijen op schoolkinderen en tegenstanders het land moest ontvluchten.

### Latijns-Amerika
Verschillende landen in Latijns-Amerika hebben na hun onafhankelijkheid enige tijd een keizer gehad:
- Het keizerrijk Haïti van 1804-1806 en van 1849-1859
- Het keizerrijk Mexico van 1822-1823 en 1864-1867
- Het keizerrijk Brazilië van 1822-1889

Al deze keizerrijken zijn inmiddels republieken geworden.

### China (221 v.Chr.-1911)
In 221 v.Chr. werd China verenigd onder de eerste keizer, Qin Shi Huangdi, die de Qin-dynastie stichtte. Tijdens de Han-dynastie (206 v.Chr.-220 n.Chr.) werd het rijk uitgebreid tot in Korea, Vietnam en Centraal-Azië.
In oktober 1911 brak de Xinhai-revolutie uit en stortte het keizerrijk ineen. Keizer Pu Yi kreeg dit niet meteen te horen: hij bleef officieel nog tot 1924 keizer maar was in feite een gevangene, opgesloten in de Verboden Stad. Ook nadat de communistische Republiek China was uitgeroepen bleef hij in Peking wonen, waar hij in 1967 overleed.

### Mantsjoekwo (1934-1945)
In 1931 viel Japan China binnen en bezette het grote delen van het noordoosten van dit land. Hier werd in 1932 de vazalstaat Mantsjoekwo gesticht. De laatste Chinese keizer Pu Yi werd tot staatshoofd uitgeroepen, voorlopig als 'regent'. In 1934 werd hij tot keizer uitgeroepen en voerde hij de naam Kang-Te. Aan het einde van de Tweede Wereldoorlog werd de keizer bij een vluchtpoging naar Japan door Sovjettroepen gevangengenomen. Mantsjoekwo werd weer onderdeel van China.

### Vietnam
De koningen van Annam, vazallen van China, worden om onduidelijke redenen "keizer" genoemd. Met tussenpozen van Chinese overheersing regeren meerdere huizen Vietnam gedurende meer dan duizend jaar. Het laatste huis is de Nguyen-dynastie, die regeerde van 1802 tot 1945, toen de communisten de macht overnamen. De laatste vorst, Bảo Đại, was keizer van 1926 tot 1945, maar daarna nog staatshoofd in het niet-communistische deel van zijn land, tot in 1955 ook daar de republiek werd uitgeroepen. Hij stierf in 1997 in Zuid-Frankrijk.

### Korea (1897-1910)
Het koninkrijk Korea promoveerde tot keizerrijk door toedoen van koning Gojong die daarmee in 1897 duidelijk wilde maken dat zijn land een nieuwe fase van modernisering in was gegaan. Gojong werd in 1907 tot troonsafstand gedwongen, waarna zijn zoon Sunjong hem opvolgde. Sunjong was de laatste Koreaanse keizer. In 1910 viel Japan Korea binnen, dwong de keizer tot troonsafstand en annexeerde het land.

### Japan (646-heden)
Japan werd in 646 bij de zogenaamde Taika-reformatie omgevormd tot een centralistische staat naar Chinees model, waarbij de hele staat eigendom werd van de keizer.
Japan is het enige land ter wereld dat nog een regerende keizer heeft.

## Trivia
In de geschiedenis zijn er verschillende excentrieke figuren geweest die zichzelf tot keizer benoemden.
De bekendste was wellicht, in de 19de eeuw, keizer Norton I die zichzelf kroonde tot keizer van de Verenigde Staten en beschermheer van Mexico.